# Franklin Moses
Frank Israel Moses Jr. (Sumter County (South Carolina), 1838 – Winthrop (Massachusetts), 11 december 1906) was een Amerikaans politicus. Hij was namens de Republikeinen van 1872 tot 1874 gouverneur van South Carolina.

## Levensloop

### Vroege jaren
Moses werd geboren als de zoon van de advocaat Frankin J. Moses Sr. en Jane McLellan. Zijn vader was afkomstig uit een voorname Joodse gemeenschap in Charleston. Zijn moeder had een Iers-Schotse achtergrond en was methodist. Moses groeide op binnen de Episcopaalse Kerk, maar werd desalniettemin gezien als Jood vanwege de sterke nadruk die er lag op afkomst in het zuiden van de Verenigde Staten.
Moses studeerde aan South Carolina College, tegenwoordig bekend als de Universiteit van South Carolina. Hij werd na zijn studie toegelaten tot de balie van South Carolina. In 1860 kreeg Moses een aanstelling als privésecretaris van gouverneur Francis Wilkinson Pickens, een voorstander van afscheiding van de Verenigde Staten vanwege het slavernijvraagstuk. Na de uitbraak van de Amerikaanse Burgeroorlog werd Moses benoemd tot kolonel in het leger van de Confederatie. Volgens eigen zeggen haalde hij persoonlijk de Amerikaanse vlag naar beneden na de inname van Fort Sumter aan het begin van de oorlog.

### Politicus
Na de oorlog begon Moses met de uitgave van een nieuwe krant onder de naam Sumter News. In 1868 werd Moses namens de Republikeinen gekozen in het Huis van Afgevaardigden van de staat South Carolina, waar hij vervolgens vier jaar voorzitter van was. In die rol vormde hij een veertienduizend man tellende militie, voor het grootste deel bestaande uit voormalige slaven onder leiding van witte officieren. De staatsmilitie beschermde zwarte kiezers tegen intimidatie en geweld van de Ku Klux Klan.
Moses werd in 1869 benoemd in de Raad van Toezicht van de Universiteit van South Carolina. Samen met hem werden Francis Cardozo en Benjamin Boseman benoemd, beide mannen van kleur. Zij wilden samen met Moses een einde maken aan de segregatie op de universiteit en lanceerden een voorschool om zwarte studenten te helpen. In 1873 was Henry Hayne de eerste zwarte student die werd toegelaten tot de school. Nadat de Democraten in 1876 weer een meerderheid had in het staatsparlement werden Afro-Amerikanen weer geweerd van de universiteit.

### Gouverneur van South Carolina
In aanloop naar de gouverneursverkiezingen in november 1870 werd Moses door de Republikeinse Partij naar voren geschoven als hun kandidaat. Moses had veel steun onder zwarte Republikeinen. Bij de algemene verkiezingen haalde hij meer dan vijfenzestig procent van de stemmen.
Als gouverneur maakte hij vooral naam vanwege zijn extravagante uitgeefpatroon. Zo kocht hij het Prestion Mansion aan om te dienen als officiële gouverneursresidentie. Hij gaf meer dan veertigduizend dollar uit aan leefkosten, het tienvoudige van zijn salaris. In 1874 werd Moses beschuldigd van misbruik van overheidsgeld door bondgenoten van Wade Hampton III. Moses riep militie naar de staatshoofdstad Columbia die zijn arrestatie moest voorkomen. De rechtbank oordeelde dat hij als gouverneur niet vervolgd kon worden. Dat kon slechts door afzetting door de wetgevende vergadering.

### Latere jaren
In december 1874 werd Moses opgevolgd door zijn partijgenoot Daniel Henry Chamberlain. Moses werd benoemd tot rechter, maar zijn benoeming werd tegengehouden door zijn opvolger vanwege Moses' reputatie van corrupt politicus. Chamberlain zelf werd in 1876 opgevolgd door de Democraat Wade Hampton III. Met het terugtrekken van federale troepen in 1877 kwam er een einde aan de Reconstructie. Dat betekende ook het begin van een nieuwe zwarte periode voor de Afro-Amerikaanse bevolking van South Carolina.
Met Moses ging het snel bergafwaarts na zijn gouverneurschap. Zijn vrouw verliet hem in 1878. Moses vestigde zich in Winthrop, Massachusetts. Hij was verslaafd geraakt aan morfine en opium en kwam regelmatig in aanraking met justitie vanwege diefstal en oplichting. Zo werd hij in 1885 veroordeeld tot drie jaar gevangenis. In 1902 zat hij nogmaals vier maanden vast. In 1906 kwam hij om het leven door verstikking door een gasfornuis. Het was onduidelijk of het een ongeluk of zelfdoding was.